# ガゼルパンチ
ガゼルパンチは、ボクシングの元世界ヘビー級王者フロイド・パターソンがあみ出したとされるパンチの一種。オーソドックススタイルの場合、身体をやや左側に捻りつつダッキングして、そこから伸び上がって相手の懐に飛び込むのと同時に左フックを頭部に叩きつける。しばしば、ボロパンチのようにフックとアッパーの中間の軌道を描くとされる。

## 概要
公式試合でこのパンチの餌食となった選手はアーチー・ムーアとインゲマル・ヨハンソンがおり、ガゼルパンチをまともに浴びた両者はいずれも立ち上がることができずKO負けになっている。特にヨハンソンが浴びたガゼルパンチは強烈で、ダウン後しばらく体が痙攣するほどだった。また、パターソン以前にも似たようなパンチの使い手としてロッキー・マルシアノの存在を確認できる。
一撃で相手をKOできるほどの威力を秘めたパンチなのだが、その分隙も多く実戦で使うのは非常に困難なため、現在では試合で使う選手は全くいない状態である。漫画『はじめの一歩』の主人公幕之内一歩がフィニッシュブローの一つとして使用する。